# Walmor Carvalho
Luiz Walmor Barbosa de Carvalho, mais conhecido como Walmor Carvalho, (Oeiras, 8 de outubro de 1924 – Teresina, 6 de outubro de 2016) foi um engenheiro civil e político brasileiro, outrora deputado estadual pelo Piauí.

## Dados biográficos
Filho de Orlando Barbosa de Carvalho e Maria Emília de Moura Barbosa. Formado em Engenharia Civil pela Escola Politécnica da Universidade Federal do Rio de Janeiro em 1952, tornou-se funcionário do Departamento Nacional de Obras Contra as Secas (DNOCS) no ano seguinte. Embora pertencesse a uma família ligada à UDN, afastou-se de suas atividades profissionais apenas ao eleger-se deputado estadual via ARENA em 1970 e 1974, amargando a sexta suplência em 1978. Ligado politicamente a Alberto Silva, foi tesoureiro do diretório estadual do PP até a incorporação deste partido ao PMDB, legenda na qual foi candidato a senador por uma sublegenda, em 1982.
Membro do diretório estadual do PMDB, assumiu uma cadeira de conselheiro do Tribunal de Contas do Estado do Piauí após a eleição de Alberto Silva para governador em 1986, permanecendo na referida corte entre 1987 e 1994. Por fim, registre-se que seu pai foi eleito deputado estadual pela UDN em 1947, 1950 e 1958, enquanto seu irmão, Carvalho Neto, foi deputado federal pelo Piauí e elegeu-se deputado estadual pela Guanabara em 1962 e 1966.